# Palemonowicze

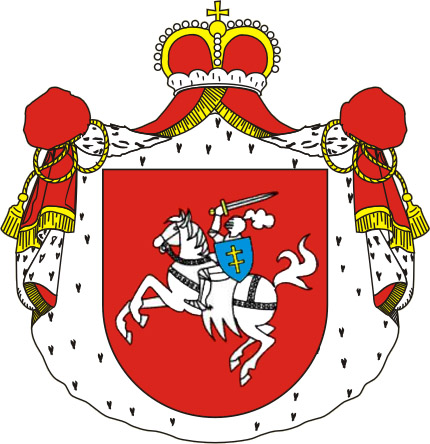
Herb książęcy Pogoń Litewska

Palemonowicze – według kronik litewskich (m.in. Kroniki Bychowca) legendarna dynastia władców ruskich i litewskich wywodząca się od księcia Palemona.

## Potomkowie Palemona

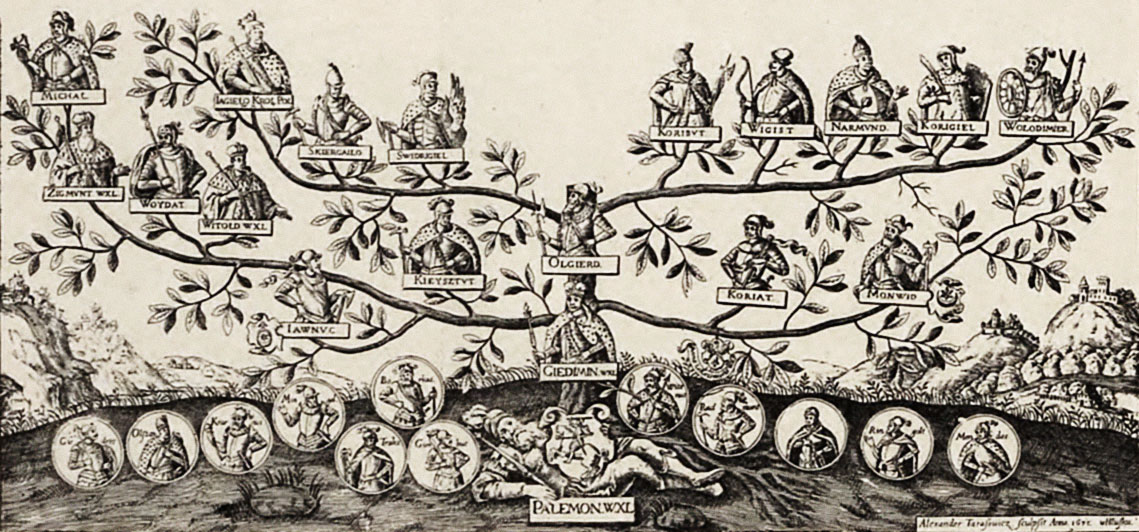
Drzewo genealogiczne wielkich książąt litewskich wywodzące ich od Palemona

Legendarnym protoplastą rodu był Palemon - legendarny litewski książę, który wraz z rodziną i 500 towarzyszami miał uciec z Rzymu. Towarzyszami Palemona mieli być przedstawiciele czterech rodów: Kolumnów (nawiązanie do rodu Colonna), Centaurów (nawiązanie do herbu Hippocentaurus), Róż i Ursynów (nawiązanie do rodu Orsinich). Palemon miał mieć trzech synów: Borkusa (założyciela Jurborku), Kunasa (załozyciela Kowna) oraz Sperę. Spośród nich jedynie Kunas miał dzieci - Kiernusa (założyciela Kiernowa) oraz Gimbutasa panującego na Żmudzi. Jedyna córka Kiernusa Pojata została żoną Żywibunda (księcia Dziawołtwy) z rodu Centaurów wynosząc ten ród do władzy (według innej wersji Żywibund miał być synem Kiernusa).
Do potomków Palemona panujących na Litwie mieli należeć m.in. Monćwiłł, Erdwił, Ryngold, Wikint, Kukowoyt, Utenis czy Szwentaragis (czasem wymieniani są również Dowsprunk i Mendog).
Według Kodeksu Olszewskiego Centaurowie mieli sprawować władzę od śmierci Ryngolda (ostatniego potomka Palemona w linii męskiej) do wstąpienia na tron Witenesa z rodu Kolumnów (sam Palemon wg kodeksu również miał należeć do rodu Kolumnów).
Powiązania pomiędzy Giedyminowiczami (a przez to i Jagiellonami) a Palemonowiczami nie są jasne. Według niektórych kronik Giedymin jako członek rodziny Witenesa miał należeć do rodu Kolumnów, w zależności od kroniki rodu samego Palemona lub jego towarzyszy. Według Zadońszczyny miał być zaś spokrewniony z Dowmuntem, który mógł należeć do Palemonowiczów. Według litewskiej tradycji Giedymin wywodzi się od Butywida. 

## Rody wywodzące się od Palemonowiczów
Na pochodzenie od Palemona lub jego towarzyszy powoływali się m.in. Radziwiłłowie, Pacowie, Sapiehowie. Według Macieja Stryjkowskiego rzymskie pochodzenie posiadali Moniwidowie, Dowojnowie, Gasztołdowie oraz Giedroyciowie.
Według Kodeksu Olszewskiego Giedyminowicze wywodzili się od rodu Kolumnów, zaś Holszańscy i Giedroyciowie od Centaurów. 